# Станоя Плашилски
Станоя Плашилски е български хайдутин и революционер от XIX век.

## Биография
Станоя Плашилски е роден през 20-те години на XIX век в петричкото село Горна Рибница, тогава в Османската империя. Става хайдутин и действа с дружина в Малешевската планина като се сражава с турски разбойнически банди. След Берлинския конгрес, оставил Македония в Османската империя, Станоя Плашилски взима участие в Кресненско-Разложкото въстание (1878 - 1879). Загива в 1881 година под връх Голак в Малешевската планина при престрелка с албански разбойници. Лобното му място е наречено Станоева бука.